# Saint-Vrain (Essonne)
 Saint-Vrain  es una población y comuna francesa, ubicada en la región de Isla de Francia, departamento de Essonne, en el distrito de Palaiseau y cantón de Brétigny-sur-Orge.

## Demografía
| 873 | 1473 | 2104 | 2295 | 2307 | 2800 |
| Para los censos de 1962 a 1999 la población legal corresponde a la población sin duplicidades (Fuente: INSEE [Consultar]) |      |      |      |      |      |

Forma parte de la aglomeración urbana de Ballancourt-sur-Essonne.